# سعد مايع الحلفي
سعد مايع الحلفي سياسي عراقي ونائب في البرلمان العراقي.اسمه الحقيقي سعد مايع صالح عباس الحلفي.

## الولادة
ولد بتاريخ 14-3-1971 في بغداد.

## الحزب السياسي
الحزب السياسي هو تحالف سائرون – حزب الاستقامة

## نشاطه السياسي
ترشح لعضوية مجلس النواب العراقي في انتخابات عام 2018 عن محافظة بغداد
ضمن تحالف سائرون وفاز بمقعد في المجلس بعد أن حصل على 10660 صوت.
حاليا هو عضو لجنة الأمن و الدفاع النيابية في مجلس النواب العراقي.

## ابرز النشاطات
- النائب سعد مايع الحلفي يطالب بالكشف عن هوية فرق الاغتيال وتقديمهم للعدالة[4]
- الحلفي يدعو إلى تكريم قوات الجيش التي اعتقلت إرهابيي داعش القادمين من الرقة السورية
- الحلفي يؤكد انهاء ملف متعلق بالمركبات ويوضح سبب زحام الشوارع[5]
- الحلفي : اختيار رئيس وزراء مخالف لإرادة الجماهير المحتجة سوف يزيد من الاحتقان الشعبي[6]
- سعد الحلفي يدعو لتشكيل فرق جوالة لإنجاز المعاملات التقاعدية لعوائل الشهداء[7]
- الحلفي: نشر أميركا لمنظومات باتريوت في العراق إنتهاك صارخ للسيادة[8]
- النائب “سعد الحلفي” يلتقي معاون قائد القوة الجوية ويدعو إلى شراء منظومة متطورة لتأمين أجواء البلاد
- النائب “سعد الحلفي” يدعو إلى نصب منظومة كاميرات متطورة لتأمين طريق كربلاء
- الحلفي يطالب حكومته بفتح تحقيق بما جرى بمحيط قاعدة سبايكر